# Boniface Ier de Challant
Pour les articles homonymes, voir Boniface de Challant, Boniface et Challant.
Boniface Ier de Challant (également italianisé en Bonifacio di Challant) (mort à Pierre-Châtel, le 26 février 1426) était un noble valdôtain appartenant à la maison de Challant. Comme la plupart des membres de la maison de Challant il effectue une brillante carrière militaire et politique au service de la maison de Savoie sous les règnes des comtes Amédée VII de Savoie et Amédée VIII de Savoie et il exerce la prestigieuse fonction de maréchal de Savoie (v. 1387-1421). Il est également demeuré justement célèbre pour avoir complété la construction du château de Fénis.

## Biographie
Boniface de Challant est le fils aîné Aymon II de Challant, seigneurs d'Ussel et de Fénis, en Vallée d'Aoste, et de Catherine Provana de Leyni, fille de Franceschino Provana, seigneur de Leynì. Il a pour frères Antoine (v.1350-1418), chancelier de Savoie, puis cardinal, et Guillaume (v.1350-1431), chancelier de Savoie, puis évêque de Lausanne.
Après la mort de son père il lui succède comme seigneur de Fénis pendant que son frère cadet Amédée de Challant reçoit en héritage le fief d’Aymavilles.
Selon l’Abbé Joseph-Marie Henry après avoir fait ses premières armes sous le « Comte Vert » Amédée VI de Savoie en 1366 lors de son expédition d’Orient, il entre au service du roi de France et combat les Anglais en Languedoc sous les ordres de Bertrand Duguesclin. Revenu dans les États de Savoie il commence une longue carrière de diplomate d’administrateur et de militaire contre les Viscomti de Milan dès 1371 au service du « Comte Rouge » Amédée VII de Savoie puis de son fils Amédée VIII de Savoie
Il effectue sa première mission comme ambassadeur du comte de Savoie à Gênes en 1379 la même année il est envoyé au Piémont pour traiter les affaires en cours avec le prince Amédée de Piémont. Il prend en 1381 la tête d’une ambassade en Lombardie et en octobre de la même année auprès du roi de Naples Charles III de Naples afin de tenter d’obtenir la libération de la reine Jeanne Ire de Naples et de son époux Othon de Brunswick. Il est ensuite envoyé en Valais.
Vers 1387, au plus tard, il reçoit l'office de maréchal de Savoie, qu'il occupe jusqu'en 1421, en partie en même temps que le chevalier Jean de Cervens du Vernay.
En 1390, il devient le conseiller de la comtesse de Savoie Bonne de Bourbon. Au service d’Amédée VIII de Savoie en 1402 il dirige une ambassade auprès du nouveau prince de Louis de Piémont et l’année suivante chez le duc de Milan. Il est ensuite ambassadeur auprès du Pape d’Avignon (novembre 1411) puis envoyé extraordinaire du comte de Savoie en France en 1412 il a pour mission de tenter de rapprocher les parents du nouveau comte de Savoie Amédée VIII, les ducs de Jean Ier de Bourbon, Jean Ier de Berry, Jean sans Peur de Bourgogne, Louis de Guyenne et le gouvernement du roi Charles VI de France. Il rencontre encore en 1416 pour les mêmes raisons les envoyés de la cour de France à Lyon.
Parallèlement il exerce les charges de châtelain de Chambéry, Ambronay, Varey, Gay  et Bard de 1384 à 1425, il est également lieutenant et commissaire pour le comté de Nice en 1398-1399. Entre 1390 et 1391 il exerce en outre la fonction d’Inspecteur des Fortifications de Savoie. Il sera enfin comme son cousin Yblet de Challant gouverneur du Piémont à partir de 1410.
Entre 1407 et 1408 Boniface Ier de Challant effectue probablement un pèlerinage au Monastère Sainte-Catherine du Sinaï.
Le 30 mai 1409 il est nommé Chevalier de l’Ordre du Collier de Savoie (futur ordre suprême de la Très Sainte Annonciade). Il fut le troisième membre de sa famille à recevoir cet honneur après son père Aymon II de Challant et Yblet de Challant. Boniface Ier qui avait fait établir son testament le 3 août 1421 meurt très âgé le 26 février 1426 à Pierre-Châtel. Le comte Amédée VIII de Savoie et sa cour participent à ses funérailles ainsi que l’archevêque de Tarentaise et les évêques d’Aoste et d’Ivrée. Il est inhumé dans le couvent Saint-François d’Aoste dans un enfeu recouvert d’un gisant de marbre blanc à son effigie avec une inscription latine.
En 1798 par peur du vandalisme des troupes révolutionnaires françaises son ultime descendant le baron Maurice-Philippe de Challant-Châtillon la fait mettre à l’abri au château d'Aymavilles En 1872 la statue mutilée fut de nouveau installée dans le cloître de la cathédrale d’Aoste.

## Le château de Fénis
À partir de 1382 Boniface Ier entreprend une nouvelle campagne de construction dans le Château de Fénis qui fait suite à celle entreprise par son père Aymon II de Challant en 1340 avec l'édification du corps central et du donjon qui avait englobé les structures préexistantes.
C’est pendant cette campagne destinée à rendre le château plus conforme aux exigences de la vie courtoise que sont réalisés la cour avec l’escalier semi-circulaire, la galerie de bois, la réfection des cheminées ainsi que les locaux de réception et les superbes fresques décorant la cour et la chapelle. Boniface Ier c’est sans doute fait représenter lui-même priant aux pieds de la Vierge de Miséricorde peinte dans la chapelle.
C’est à l’époque du fils et successeur de Boniface Ier, Boniface II de Challant, que le château de Fénis atteindra sa splendeur avec la réalisation des fresques extérieures de la galerie par Giacomino d’Ivrée.

## Famille
Boniface de Challant épouse le 17 décembre 1381 Françoise de Roussillon, fille du comte Jacques de Roussillon en Dauphiné, elle reçoit comme dot les terres de Varey, Usson, Retourtour et Montbreton dans la Bresse qui furent officiellement inféodées à son époux le 3 mai 1410. De cette union sont nés quatre enfants :
- Boniface II (mort en 1469) qui lui succède comme seigneur de Fénis et châtelain de Bard (1425-1436).
- Amédée (mort vers 1473), co châtelain de Bard (1425-1436)  héritier des fiefs de Varey, Usson et Retourtour et qui est à l’origine de la branche cadette des Challant-Varey
- Bonne, morte avant 1422, épouse en 1402 le chevalier Jean Alleman maréchal du Dauphiné.
- Catherine, morte après 1459, épouse en 1422 le chevalier Urbain Ier de Chevron Villette seigneur de Chevron et d’Ugine.